# Guernes de Pont-Sainte-Maxence

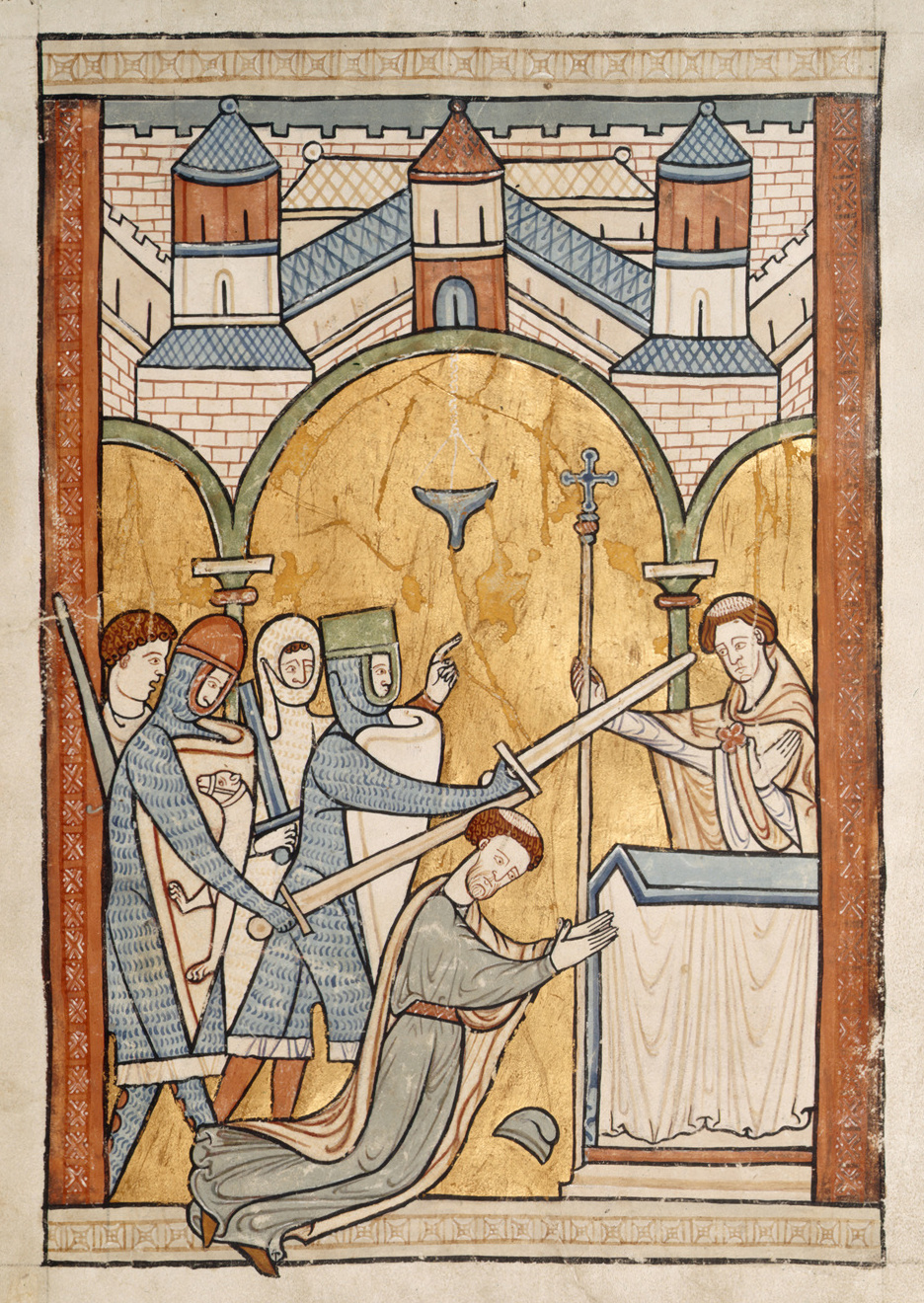
El asesinato de Thomas Becket

Guernes de Pont-Sainte-Maxence o Garnier o Gervais fue un escritor anglo-normando del siglo XII, autor de la primera biografía en lengua de oïl de Thomas Becket.
Guernes de Pont-Sainte-Maxence escribió en Londres en 1174 una Vida de Santo Tomás Becket en alejandrinos tan importante por el valor y utilidad de los documentos que contiene como por la historia de la formación de la lengua francesa.
Mis langages est boens, car en France fui nez
Pont-Sainte-Maxence que había visto guerrear a Becket en Normandía (En Normandie r’out sun seigneur grant mestier ; Et jo l’vi sur Franceis plusur feiz chevaucher) empezó en 1172, dos años después del asesinato de Santo Tomás Becket, a investigar entre los monjes y los priores de la abadía que lo habían conocido para preparar su obra y resolver así ciertos problemas que le planteaban las fuentes latinas de las que disponía. 
En 1171, tras un largo conflicto de poder planteado entre Enrique Plantagenet y Santo Tomás Becket, arzobispo de Canterbury y concluyó con el asesinato del arzobispo en la propia catedral, en un hecho en el que al parecer estuvo implicado el mismo rey. 
La obra de Guernes refleja en unos extraordinarios cuartetos de alejandrinos la tortuosa vida del arzobispo, amigo del rey en un primer momento, y luego prelado autoritario, aunque consciente de sus deberes. Describe los caracteres de todos los personajes con una exactitud escrupulosa. El rey de Inglaterra, Enrique II aparece descrito como implacable, vengativo, impetuoso, haciendo juramentos en todo momento ¡por los ojos de Dios! y sin retroceder ante ningún obstáculo con tal de conseguir realizar sus proyectos. El arzobispo de York, Roger de Pont-l'Évêque, siente celos de Becket desde el primer día. Gilbert Foliot, obispo de Londres esconde bajo una apariencia tranquila y moderada una ambición sin límites. Arnould, obispo de Lisieux y algunos de sus seguidores son firmes y decididos mientras Becket les apoya, pero débiles hasta la traición en el momento en el que parece que su causa está derrotada. La muerte de Tomás Becket está narrada con bastante crudeza, y las calamidades que golpearon a Inglaterra a continuación aparecen como consecuencia de un castigo divino.

A Chanterbire alai; la verité oï;

Des amis saint Thomas la verité cueilli

Et de cels ki l’aveient dès s’enfance servi
A Canterbury fui; la verdad escuché:
De los amigos de Santo Tomás la verdad tomé
Y de aquellos que le habían servido desde su infancia.

## Obra
- Guernes de Pont-Sainte-Maxence, La Vie de Saint Thomas de Canterbury, Ed., trad. y anotado por Jacques T. E. Thomas, Peeters, Louvain ; Paris, 2002 (2 vol.).
- La vie de saint Thomas Becket, poème historique du XIIe siècle (1172-1174), Ed. Emmanuel Walberg, Ginebra, Slatkine Reprints, 1969
- La Vida de Santo Tomás Becket online Archivado el 15 de junio de 2006 en Wayback Machine.